# Orlando Castillo
Orlando Castillo (nascido em 11 de fevereiro de 1967) é um ex-ciclista colombiano. Representou seu país, Colômbia, no ciclismo nos Jogos Olímpicos de Verão de 1988.